# Humberto Tonna
Humberto Tonna Zanotta (Salto, 31 de mayo de 1912 - 9  de diciembre de 1994), sacerdote católico uruguayo.
Fue obispo de Florida entre 1960 y 1987. A partir de esa fecha fue obispo emérito, falleciendo siete años después.
En 1961, monseñor Tonna le solicitó al Papa Juan XXIII la coronación para la imagen de la Virgen de los Treinta y Tres.